# Список керівників держав 1527 року
Список керівників держав 1527 року — це перелік правителів країн світу 1527 року.
Список керівників держав 1526 року — 1527 рік — Список керівників держав 1528 року — Список керівників держав за роками

## Європа
- Англія
  - Король Англії — Генріх VIII (1509—1547)
- Балканський півострів
  - Герцогство Архіпелагу — Джованні IV (1517—1564)
  - Сербський деспотат — титулярний деспот Стефан Бериславич (1520—1535)
  - Князь-єпископство Чорногорія — Герман II (1520—1530?)
- Балтія
  - Велике князівство Литовське — Сигізмунд I Старий (1506—1548)
  - Дерптське єпископство — Йоганн V Бланкенфельд (1518—1527)
  - Езель-Вікське єпископство — Йоганн IV Ківель (1515—1527); Георг фон Тізенгаузен (1527—1530)
  - Курляндське єпископство — Германн Роннеберг (1523—1540)
  - Лівонський орден — ландмейстер — Вальтер фон Плеттенберг (1494—1535)
  - Ризьке архієпископство — Йоганн VII фон Бланкенфельде (1524—1527)
  - Держава Тевтонського ордену — великий магістр — Вальтер фон Кронберг (1525—1543)
- Ірландія
  - Айргіалла — Глайсне Ог мак Реамойнн (1521—1551)
  - Десмонд — Домналл ан Друймінін Мак Карті (1516—1558)
  - Тір Еогайн — Конн Баках мак Квінн О'Нейлл (1519—1558)
  - Томонд — король Тойрделбах Донн О'Бріан (1498—1528)
- Італія
  - Венеційська республіка — дож Андреа Грітті (1523—1538)
  - Графство Гвасталла — Луїза Тореллі (1522—1539)
  - Мантуанське герцогство — герцог Федеріко II Гонзага (1519—1540)
  - Міланське герцогство — Франческо II Сфорца (1525—1535)
  - Мірандола (герцогство) (Ducato della Mirandola) — Галеотто II Піко делла Мірандола (1509—1513; 1513—1550)
  - Герцогство Масси і Каррари — Річарда Маласпіна (1519—1553)
  - Герцогство Модени і Реджо — Альфонсо I д'Есте (1505—1534)
  - Маркграфство Монферрат — Боніфацій IV (1518—1530)
  - Неаполітанське королівство — Карл V Габсбург (1516—1554)
  - Салуццо (маркграфство) — Мікеле Антоніо (1504—1528)
  - Сардинське королівство — Хуана I (1516—1555)
  - Королівство Сицилія — Карл V Габсбург (1516—1556)
  - Сора (герцогство) — Франческо Марія I делла Ровере (1501—1538)
  - Принц-єпископство Тренто — Бернардо Клезіо (1514—1539)
  - Урбіно (герцогство) — Франческо Марія I делла Ровере (1519—1538)
  - Феррарська сеньйорія — Альфонсо I д'Есте (1505—1534)
  - Маркграфство Фінале — Джованні II дель Карретто (1516—1535)
- Кавказ
  - Картлі — Георгій IX (1525—1527); Луарсаб I (1527—1556)
  - Гурійське князівство — Мамия I Гурієлі (1512—1534)
  - Самцхе-Саатабаго — Кваркваре III Джакелі (1518—1535)
  - Кахетинське царство — Леван (1520—1574)
  - Тюменське ханство (Кавказ) — Ак-Кубек (1515—1550)
- Німеччина
  - Герцогство Австрія — Фердинанд I (1522—1564)
  - Князівство Ангальт — Ангальт-Цербст (князівство) — перерва до 1544; Ангальт-Дессау — Йоахим I (1516—1561; з братами); Ангальт-Кетен — Вольфганг (1508—1562)
  - Ансбах (князівство) — Фрідріх I (1486—1515; 1515—1536)
  - Баварія (герцогство) — Вільгельм IV (1508—1550) і Людвіг X (1508—1545)
  - Баденське маркграфство — Філіпп I (з братами; 1515—1533)
  - Байройт (князівство) — Казимир (1515—1527); Альбрехт II Алківіад (1527—1553)
  - Берг (герцогство) — Йоганн III (1511—1539)
  - Берхтесгаден (пробство) — Вольфґанґ І Ленберґер (1522—1541)
  - Маркграфство Бранденбург — курфюрст Йоахім I Нестор (1499—1535)
  - Герцогство Брауншвейг-Люнебург — Оттон ІІІ (1520—1527); Франц (1527—1539; з братом)
  - Принц-єпископство Бріксен — Георг Австрійський (1525—1538)
  - Вадуц (графство) — Рудольф V (1507—1535)
  - Вюртемберг (герцогство) — анексовано Австрією до 1534
  - Вюрцбург (принц-єпископство) — Конрад фон Тюнген (1519—1540)
  - Гессен (ландграфство) — Філіпп I (1509—1567)
  - Геттінген (князівство) — Оттон I (1520—1527).
  - Принц-єпископство Гільдесгайм — Іоанн IV Саксен-Лауенбурзький (1504—1527); Бальтазар Мерклін (1527—1531)
  - Гольштейн-Піннеберг — Йоганн IV (1526—1527); Йобст I (1527—1531)
  - Гоя (графство) (Grafschaft Hoya) — Йобст II (1507—1545)
  - Архієпископ Зальцбургу — Матфій Ланг фон Велленбург (1519—1540)
  - Зіммерн-Цвайбрюккен — пфальцграф Людвіг II (1514—1532)
  - Каммін (єпископство) — Еразм фон Мантейфель-Арнхаузен (1521—1544)
  - Герцогство Каринтія — Фердинанд I (1521—1564)
  - Кельнське курфюрство — Герман V фон Від (1515—1546)
  - Кенігсегг (Königsegg) — барон Йоганн IV (1500—1544)
  - Клеве (герцогство) — Йоганн III (1521—1539)
  - Констанц (князівство-єпископство) — Хуго фон Хоенланденберг (1496—1529)
  - Курпфальц — Людвіг V (1508—1544)
  - Ліппе-Детмольд — Симон V (1511—1536)
  - Любекське князівство-єпископство — Генріх III Боцкхолт (1523—1535)
  - Архієпископ Майнца Альбрехт Бранденбурзький (1514—1545)
  - Марк (графство) — Йоганн III (1521—1539)
  - Мекленбург-Гюстров — Альбрехт VII Мекленбурзький (1520—1547)
  - Мекленбург-Шверін — Альбрехт VII Мекленбурзький (з братами; 1507—1547)
  - Нассау-Саарбрюккен — граф Йоганн Людвіг фон Нассау-Саарбрюкен (1472—1545)
  - Графство Ольденбург — Йоганн VI (1526—1548)
  - Герцогство Померанія — Георг I (1523—1531)
  - Пруссія (герцогство) — Альбрехт (1525—1568)
  - графство Рітберг — Ото III (1516—1535)
  - Саксен-Лауенбург — Магнус I (1507—1547)
  - граф Тиролю — Фердинанд I (1521—1564)
  - Фельденц (графство) — Людвіг II (1514—1532)
  - Герцогство Штирія — Фердинанд I (1521—1564)
  - Юліх-Клеве-Берг — герцог Йоганн III (1511—1539)
- Піренейський півострів
  - Королівство Арагон — Хуана I (1516—1555)
  - Королівство Португалія — король Жуан III (1521—1557)
  - Королівство Наварра — Генріх II (1517—1555)
- Польща — Сигізмунд I Старий (1506—1548)
  - Бжезьке князівство — Фрідріх II Легницький (1521—1547)
  - Варшавське князівство (середньовічне) — Януш III (1524—1526)
  - Герцогство Заган — Георг Багатий (1500—1539)
  - Зембицьке князівство — Карл I Мюнстерберзький з братами (1511—1536)
  - Любінське князівство — Анна Померанська (1521—1550)
  - Олесницьке князівство — Карл I Мюнстерберзький з братами (1511—1536)
  - Опавське князівство — Казимир II Цешинський (1506—1528)
  - Сцинавське князівство — Казимир II Цешинський (1493—1528)
  - Легницьке князівство — Фрідріх II Легницький (1505—1547)
  - Опольсько-Ратиборське князівство — Ян II Добрий (1521—1532)
  - Тешинське герцогство — Казимир II Цешинський (1477—1528)
- Астраханське ханство — Хусейн-хан (1521—1527); Шейх-Ахмад (1527—1528)
- Касимовське ханство — Джан Алі (1519—1535)
- Велике князівство Московське — Василій III (1505—1533)
- Казанське ханство — Сафа Ґерай (1524—1531)
- Румунія; Молдова
  - Волощина — господар Раду V Афумаці (1525—1529)
  - Молдавське князівство — Стефан IV Молодий (1517—1527); Петру IV Рареш (1527—1538)
- Скандинавія
  - король Данії — Фредерік I (1523—1533)
  - Король Норвегії Фредерік I (1523–1533)
  - Швеція — Густав I Ваза (1523—1560)
- Угорське князівство — король Фердинанд I (1526—1564)
- Україна —
  - Дубровицьке князівство — Юрій Іванович Гольшанський (1511—1536)
  - Кримське ханство — Саадет I Ґерай (1524—1532)
- Королівство Франція — Франциск I (1515—1547)
  - Герцогство Бар — Антуан Добрий (1508—1544)
  - Бретонське герцогство — Франциск IΙΙ (1524—1536)
  - Бурбон (герцогство) — Луїза I (1521—1531)
  - Гельдерн (графство) — Карл (1492—1538)
  - Голландія — Карл V Габсбург (1515—1555)
  - Люксембург (герцогство) — Карл V Габсбург (1506—1556)
  - Льєзьке єпископство — Ерар де Ламарк (1506—1538)
  - Монбельяр (графство) — Георг I (1519—1534)
  - Монако — Оноре I (1523—1581)
  - Оранж (князівство) — Філібер де Шалон (1502—1530)
  - Савойське герцогство — Карло III (1504—1553)
  - Графство Фуа — Генріх II (1516—1555)
- Король Богемії (Чехія) — Фердинанд І (1526—1564)
- Шотландія
  - Король Шотландії — Яків V (1513—1542)
- Святий Престол; Папська держава — папа римський — Климент VII (1523—1534)
- Вселенський патріарх — Єремія I Константинопольський (1526—1546)

## Азія
- Близький Схід
  - Рамазаногуллари — Пірі Мехмед-паша Рамазаноглу (1517—1567)
  - Османська імперія — Сулейман I (1520—1566)
  - Шаріфат Мекки — Абу Нумай II (1525—1566)
  - Тахіриди (Ємен) — Абд аль-Малік ібн Мухаммад ібн Абд аль-Малік (1520—1527); Амір III ібн Дауд (1527—1538)
- Персія; Середня Азія
  - Держава Ширваншахів — Халілулла II (1524—1527); Фаррух Ясар II (1527—1528)
  - Сефевідський Іран — Тахмасп I (1524—1576)
    - Карабаське беклярбекство — Сардар-бек Байділі-Шамлі (?—1551)
- Індія і Шрі-Ланка
  - Аділ-шахи — Ісмаїл Аділ-шах (1510—1534)
  - Династія Аргун — Хусайн Бег Аргун (1524—1554)
  - Ахмеднагарський султанат — Бурхан-шах I (1510—1553)
  - Ахом — Сухунгмунг (1497—1539)
  - Бахмані — Калімулла-шах Бахмані (1525—1527). Зникнення.
  - Бенгальський султанат — Насір ад-дін Нусрат-шах (1519—1533)
  - Берарський султанат — Ала ад-дін Імад-шах (1504—1530)
  - Бідарський султанат — Амір Барід-шах I (1527—1542)
  - Віджаянагарська імперія — Крішнадеварая Тулува (1509—1529)
  - Гаджапатське царство — Пратапарудра Дева (1497—1540)
  - Гархвал (держава) — Шіам Шах (1518—1527); Махіпат Шах (1527—1552)
  - Султанат Голконда — Султан Кулі Кутб-шах (1518—1543)
  - Гуджаратський султанат — Бахадур-шах (1526—1537)
  - Джайпур (князівство) — Прітхві Сінґх I (1502—1527); Пуран Мал (1527—1534)
  - Джайсалмер (князівство) — Джайтсі Сінгх II (1497—1530)
  - Джодхпур (князівство) — Ганга (1515—1532)
  - Імперія Великих Моголів — Бабур (1526—1530)
  - Канді (королівство) — Джаявіра Бандара (1511—1552)
  - Кашмірський султанат — Мухаммед-шах (1517—1528)
  - Майсур (князівство) — Чамараджа Водеяр III (1513—1553)
  - Малавський султанат — Махмуд Шах II (1512—1531)
  - Династія Малла — Сур'я Малла (1520—1530)
  - Мевар (князівство) — Санграм Сінґх (1509—1527); Ратан Сінґх II (1527—1531)
  - Мустанг (королівство) — Г'яхор Палден (? — 1550)
  - Хандеський султанат — Міран Мухаммад-шах I (1520—1537)
  - Джафна (держава) — Чанкілі І (1519—1561)
  - Котте (королівство) — Паракрамабаху IX (1518—1528)
  - Династія Самма — Джам Фероз (1508—1527).
  - Сітавака — Маядуне (1521—1581)
- Індонезія; Південно-Східна Азія
  - Султанат Ачех — Алі Мугаят Шах (1496? — 1530)
  - Аюттхая (королівство) — Раматхібоді II (1491—1529)
  - Банджармасін (султанат) — Суріансіах (1520—1546)
  - Брунейська імперія — Абдул Кахар (1524—1530)
  - Гантаваді — Такаютпі (1526—1539)
  - Демак (султанат) — Пангеран Сунан Транггана (1521—1548)
  - Джамбі (султанат) — Панембахан Рантау Капас (1515—1540)
  - Династія Ле — Ле Чунг Хоанг (Lê Cung Hoàng; 1522—1527); Династія Мак — Мак Данг Дунг (Mạc Đăng Dung; 1527—1529)
  - Ланна (держава) — Кет Четтхарат (1525—1538)
  - Лансанг — Потісарат I (1520—1548)
  - Пагаруюнг — Шрі Деваварна (1524—1539)
  - Маджапагіт — Бравіджайя VII (1489—1527). Зникнення.
  - Могн'їн (князівство) — Со Лон (1500—1533)
  - Ава (М'янма) — Нарапаті II (1501—1527); Тоханбва (1527—1542)
  - Магінданао (султанат) — Шаріф Кабунгсуван (1520—1543)
  - Маніла (країна) — Раджа Матанда (1521?-1558?)
  - М'яу-У — [ Мінхаунг (1521—1531)
  - П'ї (царство) — Тадо Мінсо (1482—1527); Баїн Хтве (1527—1532)
  - Сунда — Прабу Суравісеса (1521 — ?)
  - Кедах (султанат) — Махмуд Шах II (1506—1547)
  - Пандуранга — По Кабіх (1510—1530)
  - Султанат Сулу — Амірул-Умара (Муїззул Мутаваддін, Насіруддін; 1519—1579)
  - Таунгу — Мінґінйо (1510—1530)
  - Тернатський султанат — султан Абу Хаят (1522—1529)
  - Тідорський султанат — Аміруддін Іскандар (1526—1550)
- Кхмерська імперія — Анг Чан I (1516—1556)
- Накхонситхаммарат (держава) — Пхрая Рамрачатаянам (1500 — до 1532)
- Китай; Монголія
  - Тибет — десі (регент-володар) — Нгаван Таші Дракпа (1499—1554)
    - У-Цанг — Нгаван Намг'ял (1512—1517; 1517—1544)

  - Династія Мін — Чжу Хоуцун (1521—1567)
  - Династія Північна Юань — Боді-Алаґ-хан (1519—1547)
- Окінава; Королівство Рюкю — Сьо Сеі (1526—1555)
- Корея
  - Чосон — Чунджон (1506—1544)
- Середня Азія і Сибір
  - Балхське ханство — Кістін Кара-султан (1526—1544)
  - Дербен-Ойрат — Буувей (1495—1530)
  - Казахське ханство — Тахір-хан (1522—1533)
  - Марашіян — Султан-Махмуд I (1526—1527); Амір-Шахі (1527—1546)
  - Міхрабаніди — Султан Махмуд ібн Нізам ад-Дін Ях'я (1495—1537)
  - Східний Могулістан — Мансур-хан (1503/1508-1543)
  - Ногайська орда — Саїд-Ахмад-бей (1524—1541)
  - Сибірське ханство — Касим (1516—1530)
  - Хівинське ханство — Аванеш-хан (1526—1538)
  - Держава Шейбанідів — Кучкунджі-хан (1512—1530)
  - Яркендське ханство — Султан-Саїд-хан (1514—1533)
- Японія — Імператор Ґо-Нара (1526—1557)

## Африка
- Адал — Ахмад ібн Ібрагім аль-Ґазі (1526—1543)
- Алжирський еялет — Абу Хамму III (1518—1528)
- Аллада (держава) — Амаму (1520—1530)
- Багірмі (королівство) — Бірні Бессе (1522—1536)
- Бамум (держава) — мфон Нгоу І (1519—1544)
- Борну — Мухаммад V (1526—1545)
- Буганда — Накібінде (1524—1554)
- Варсангалі (султанат) — гараад Юсуф (1525—1555)
- Ваттасиди — Абу'л-Аббас Ахмад (1526—1549)
- Імперія Волоф — Букар Бійє-Сунгуле (1492—1527); Бірайма Д'єме-Кумба (1527—1543)
- Імператор Ефіопії — Девіт II (1508—1540)
- Єгипетський еялет — Хадим Сулейман-паша (1525—1535)
- Заяніди — Абу Хамму III (1518—1528)
- Койя (королівство) — Фаріма I (1505—1550)
- Королівство Конго — Афонсу I (1509—1542)
- Імперія Малі — Махмуд III (1496—1559)
- Мономотапа — мвене-мутапа Чікуйо Чисамаренгу (1494—1530)
- Ндонго — Нгола Кілуанджі Кіа Самба (1515?–1556)
- Нрі — Езе Нрі Фенену (1512—1582)
- Салум — Латмінге Ділен Ндіає (1520—1543)
- Сеннар (султанат) — Амара Дунк (1504—1535)
- Імперія Сонгаї — Аскія Мохаммад I (1493—1528)
  - Імперія Фута Торо — Колі Тенгелла (1512—1535)
- Хафсіди — Абу Абдаллах Мухаммад V аль-Хасан (1526—1543)

## Південна Америка
- Інки — Вайна Капак (1493—1527); Васкар (1527—1532)

## Північна Америка
- Маяпанська ліга — Кокоми; Печ Коком II (1501—1531)
- Імперія Пурепеча — Тангаксуань II (1520—1530)
- Тескоко (держава) — Іштлільхочитль II (1521—1531)
- Тутуль Шіу — Ах-Сійях Тутуль-Шіу (? — 1536)